# بيل غالفن
بيل غالفن هو عامل سكة الحديد ونقابي وسياسي أسترالي، ولد في 30 أبريل 1903 في Woollahra ‏ في أستراليا، وتوفي في 1 يوليو 1966 في بنديجو في أستراليا بسبب تشمع الكبد. نشط حزبياً في حزب العمال الأسترالي. وقد انتخب Deputy Premier of Victoria ‏ (17 ديسمبر 1952 – 7 يونيو 1955) وانتخب عضو الجمعية التشريعية  في فيكتوريا ‏ عن دائرة Electoral district of Bendigo ‏ (31 مايو 1958 – 11 مايو 1964) وانتخب عضو الجمعية التشريعية  في فيكتوريا ‏ عن دائرة Electoral district of Bendigo ‏ (26 مايو 1945 – 22 أبريل 1955).